# Aire d'attraction de Strasbourg (partie française)
L'aire d'attraction de Strasbourg (partie française) est un zonage d'étude défini par l'Insee pour caractériser l’influence de la commune de Strasbourg sur les communes environnantes. L'aire d'attraction de Strasbourg totalise plus de 860 000 habitants (France) sans compter la partie allemande. Eurostat précise que l'aire de Strasbourg atteint 1 290 000 habitants en comptant les parties française et allemande[réf. nécessaire]. Publiée en octobre 2020, elle se substitue à l'aire urbaine de Strasbourg, qui comportait 258 communes dans le zonage de 2010.

## Définition
L'aire d'attraction d'une ville est composée d’un pôle, défini à partir de critères de population et d’emploi ainsi que d’une couronne constituée des communes dont au moins 15 % des actifs travaillent dans le pôle. Le pôle d’attraction constitue ainsi un point de convergence des déplacements domicile-travail,.

## Géographie
L’aire d'attraction de Strasbourg (partie française) est une aire inter-départementale qui comporte 268 communes : 265 situées dans le Bas-Rhin, 2 dans les Vosges et 1 dans la Moselle. 

### Carte

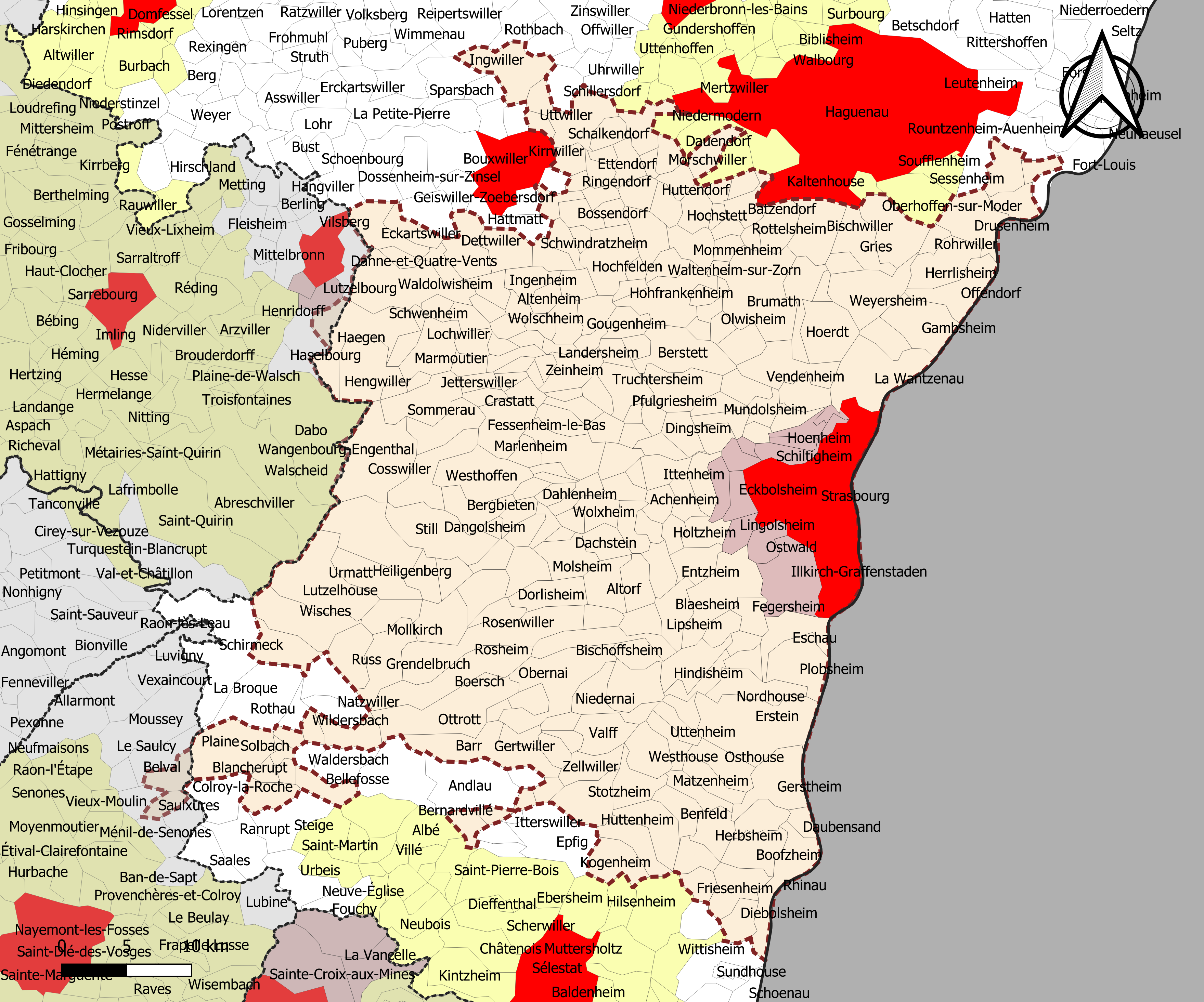
Carte de l'aire d'attraction de Strasbourg (partie française).
Commune-centre
Commune du pôle principal
Commune de la couronne

### Composition communale
| Catégorie                  | Département | Communes | Communes |
| Catégorie                  | Département | Nombre   | Libellé |
| -------------------------- | ----------- | -------- | --- |
| Commune-centre             | Bas-Rhin    | 1        | Strasbourg. |
| Communes du pôle principal | Bas-Rhin    | 10       | Bischheim, Eckbolsheim, Hœnheim, Illkirch-Graffenstaden, Lingolsheim, Mittelhausbergen, Oberhausbergen, Ostwald, Schiltigheim, Wolfisheim. |
| Communes de la couronne    | Bas-Rhin    | 254      | Achenheim, Sommerau, Alteckendorf, Altenheim, Altorf, Avolsheim, Balbronn, Barr, Batzendorf, Bellefosse, Benfeld, Bergbieten, Bernardswiller, Bernardvillé, Bernolsheim, Berstett, Berstheim, Bietlenheim, Bilwisheim, Bischoffsheim, Bischwiller, Blaesheim, Blancherupt, Bœrsch, Bolsenheim, Boofzheim, Bossendorf, Bourgheim, Breuschwickersheim, Brumath, Buswiller, Colroy-la-Roche, Cosswiller, Crastatt, Dachstein, Dahlenheim, Dalhunden, Dangolsheim, Daubensand, Dettwiller, Diebolsheim, Dimbsthal, Dingsheim, Dinsheim-sur-Bruche, Donnenheim, Dorlisheim, Dossenheim-Kochersberg, Drusenheim, Duntzenheim, Duppigheim, Durningen, Duttlenheim, Eckartswiller, Eckwersheim, Eichhoffen, Wangenbourg-Engenthal, Entzheim, Ergersheim, Ernolsheim-Bruche, Erstein, Eschau, Ettendorf, Fegersheim, Fessenheim-le-Bas, Flexbourg, Fouday, Friedolsheim, Friesenheim, Furchhausen, Furdenheim, Gambsheim, Geispolsheim, Geiswiller-Zœbersdorf, Gerstheim, Gertwiller, Geudertheim, Gottenhouse, Gougenheim, Goxwiller, Grassendorf, Grendelbruch, Gresswiller, Gries, Griesheim-près-Molsheim, Griesheim-sur-Souffel, Haegen, Handschuheim, Hangenbieten, Heiligenberg, Heiligenstein, Hengwiller, Herbsheim, Herrlisheim, Hindisheim, Hipsheim, Hochfelden, Hochstett, Hœrdt, Hohengœft, Hohfrankenheim, Holtzheim, Hurtigheim, Huttendorf, Huttenheim, Ichtratzheim, Ingenheim, Ingwiller, Innenheim, Issenhausen, Ittenheim, Neugartheim-Ittlenheim, Jetterswiller, Kertzfeld, Kienheim, Kilstett, Kirchheim, Kirrwiller, Kleingœft, Knœrsheim, Kogenheim, Kolbsheim, Krautergersheim, Krautwiller, Kriegsheim, Kurtzenhouse, Kuttolsheim, Lampertheim, Landersheim, Limersheim, Lipsheim, Littenheim, Lixhausen, Lochwiller, Lupstein, Lutzelhouse, Maennolsheim, Marlenheim, Marmoutier, Matzenheim, Meistratzheim, Melsheim, Menchhoffen, Minversheim, Mittelschaeffolsheim, Mollkirch, Molsheim, Mommenheim, Monswiller, Morschwiller, Muhlbach-sur-Bruche, Mundolsheim, Mutzenhouse, Mutzig, Neuviller-la-Roche, Niederhaslach, Niederhausbergen, Niedernai, Niederschaeffolsheim, Nordheim, Nordhouse, Obenheim, Oberhaslach, Obermodern-Zutzendorf, Obernai, Oberschaeffolsheim, Odratzheim, Offendorf, Olwisheim, Osthoffen, Osthouse, Ottersthal, Otterswiller, Ottrott, Val-de-Moder, Pfulgriesheim, Plaine, Plobsheim, Quatzenheim, Rangen, Reichsfeld, Reichstett, Reinhardsmunster, Reutenbourg, Rhinau, Ringendorf, Rohr, Rohrwiller, Romanswiller, Rosenwiller, Rosheim, Rossfeld, Rottelsheim, Russ, Saessolsheim, Saint-Blaise-la-Roche, Saint-Jean-Saverne, Saint-Nabor, Saint-Pierre, Sand, Saverne, Schaeffersheim, Schalkendorf, Scharrachbergheim-Irmstett, Scherlenheim, Schirmeck, Schnersheim, Schwenheim, Schwindratzheim, Sermersheim, Sessenheim, Solbach, Souffelweyersheim, Soultz-les-Bains, Stattmatten, Steinbourg, Still, Stotzheim, Stutzheim-Offenheim, Thal-Marmoutier, Traenheim, Truchtersheim, Uhlwiller, Urmatt, Uttenheim, Uttwiller, Valff, Vendenheim, Wahlenheim, Waldolwisheim, Waltenheim-sur-Zorn, Wangen, La Wantzenau, Wasselonne, Weitbruch, Westhoffen, Westhouse, Westhouse-Marmoutier, Weyersheim, Wickersheim-Wilshausen, Wildersbach, Willgottheim, Wilwisheim, Wingersheim les Quatre Bans, Wintershouse, Wintzenheim-Kochersberg, Wisches, Witternheim, Wittersheim, Wiwersheim, Wolschheim, Wolxheim, Zehnacker, Zeinheim, Zellwiller. |
| Communes de la couronne    | Vosges      | 2        | Belval, Le Vermont. |
| Communes de la couronne    | Moselle     | 1        | Hultehouse. |

## Démographie
Cette aire est catégorisée dans les aires de 700 000 habitants ou plus (hors Paris), une catégorie qui regroupe 19,7 % de la population au niveau national,.